# Okamejei
Okamejei (лат.) — род скатов семейства ромбовых отряда скатообразных. Это хрящевые рыбы, ведущие донный образ жизни, с крупными, уплощёнными грудными плавниками в форме ромба и выступающим или округлым рылом. На вентральной стороне диска расположены 5 жаберных щелей, ноздри и рот. Хвост длинный и тонкий. Обитают в Индийском и Тихом океанах, встречаются на глубине до 500 м. Достигают 55,5 см в длину. Размножаются, откладывая яйца, заключённые в прочную роговую капсулу с выступами по углам.
Название рода происходит от яп. 岡目, театральная маска в виде круглого лица улыбающейся женщины.

## Классификация
В настоящее время в состав рода включают 15 видов:
- Okamejei acutispina (Ishiyama, 1958)
- Okamejei arafurensis Last & Gledhill, 2008
- Okamejei boesemani (Ishihara, 1987)
- Okamejei cairae  Last, Fahmi & Ishihara, 2010
- Okamejei heemstrai  (McEachran & Fechhelm, 1982)
- Okamejei hollandi  (Jordan & Richardson, 1909)
- Okamejei jensenae  Last & Lim, 2010
- Okamejei kenojei  (Müller & Henle, 1841)
- Okamejei leptoura  Last & Gledhill, 2008
- Okamejei meerdervoortii (Bleeker, 1860)
- Okamejei mengae  Jeong, Nakabo & Wu, 2007
- Okamejei philipi  (Lloyd, 1906)
- Okamejei powelli  (Alcock, 1898)
- Okamejei schmidti  (Ishiyama, 1958)